# Cinétida

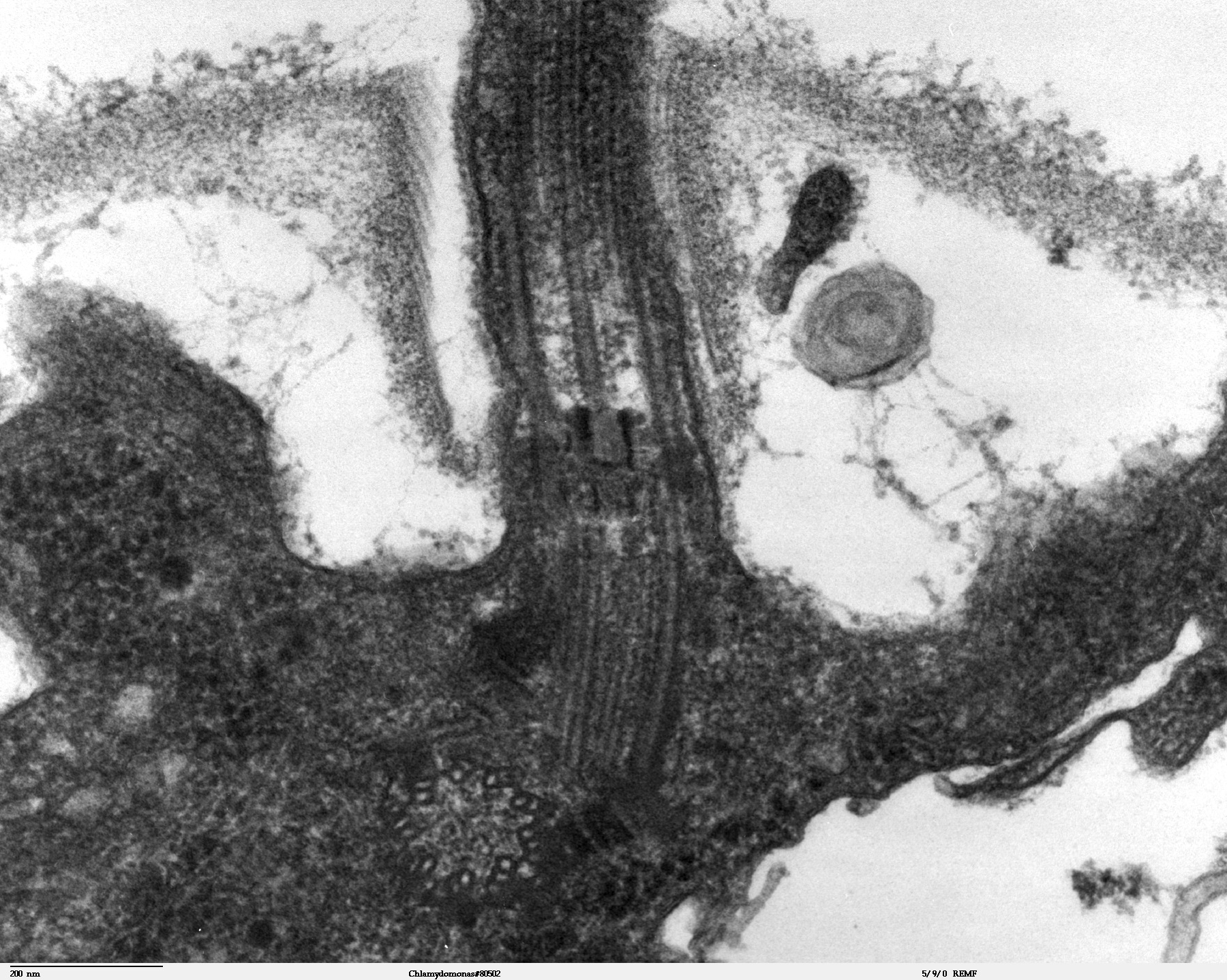
Sección longitudinal de Chlamydomonas reinhardtii. Se aprecia el inicio del flagelo y el cinetosoma o cuerpo basal (estructura circular abajo).

Una cinétida es una estructura celular compuesta por un cilio o flagelo junto con sus cuerpos basales o cinetosomas asociados (que pueden ser uno, dos o más) y sus correspondientes fibrillas y microtúbulos denominados cinetodesmas. Se distinguen monocinétidas o dicinétidas dependiendo si el cilio o flagelo está soportado por uno o dos cinetosomas. Una policinétida es una estructura formada por grupos de cilios que emergen de cinetosomas estrechamente relacionados y que dan lugar a orgánulos tales como membranelas o cirros. Las membranelas son superficies o láminas que se forman mediante la adhesión de varios cilios, mientras que los cirros son racimos de cilios embebidos en una matriz. Por otra parte, una hilera longitudinal de cinétidas se denomina cinetia.